# Споменик црвеноармејцима (Врбас)
Споменик Црвеноармејцима у Врбасу, посвећен је двојици војника Црвене армије погинулих приликом ослобођења Врбаса у Другом светском рату. Откривен је у пролеће 1946. године. Постављен је изнад њиховог гробног места, на тек тада уређеном тргу између улица Маршала Тита, Ивана Милутиновића и Бачке улице. Након резолуције Информбироа 1948. године бива маргинализован, а потом и уклоњен.
Овај у народу прозван Руски споменик је обновљен 2010. године, а у обнови споменика су учествовали Скупштина општине Врбас и Амбасада Руске федерације. Трг на којем се налази споменик 2013. године је добио назив трг Црвене армије.

## Подизање споменика
Између Србије и Русије постоје вековне историјске, цивилизацијске и културне везе. Као традиционални савезник Србије, захвалност и афирмације веза са Русијом нашле су своје изразе и у споменичким формама. Олга Манојловић Пинтар у тим вековним српско–руским везама види и узроке подизања првих споменика након завршетка Другог светског рата по српским градовима и селима, у којима је заједно чувано сећање на пале борце оба народа. Први такав споменик подигнут је одмах по ослобођењу Београда. Вест о сахрани и подизању првог споменика Црвеноармејцима који су погинули приликом ослобођења Београда објављен је у првом броју „Политике“ од 28. октобра 1944.године. Само у новембру 1944. године у Београду, Црвеноармејцима су подигнути 18 великих и 32 мала споменика. Тако су у самом центру Београда, на свим значајнијим трговима, били подигнути споменици Црвеноармејцима: на данашњем Тргу Републике, на Славији, код Вуковог споменика, и другде.
Сви су прављени од мермера и гранита и испрва само у форми постамената и спомен–плоча. Ова пракса подизања споменика Црвеноармејцима део је шире акције уређења меморијалних центара и војничких гробаља који су представљали посебан облик обележавања пута којим се Црвена армија кретала кроз источну Европу. Пракса сахрањивања погинулих бораца Црвене армије на централним трговима пренела се и на друге градове Србије, као и на села посебно око Београда и кроз Војводину, која су се налазила на путу совјетске војске кроз Југославију. Тако су и у Новом Саду, испред споменика Светозару Милетићу, јануара 1945. године сахрањена четири авијатичара Црвене армије.
Споменик посвећен двојици војника Црвене армије погинулих приликом ослобођења Врбаса у Другом светском рату, откривен је тек у пролеће 1946. године. Постављен је изнад њиховог гробног места, на простору између улица Маршала Тита, Ивана Милутиновића и Бачке улице, на партеру који иако није чинио централни трг места, није изабран случајно. Наиме од оснивања Новог Врбаса у 18. веку с доласком Немаца, и иако спојена са Старим Врбасом у једну целину, све до завршетка Другог светског рата ова два насеља чинили су засебне општине. Бачка улица била је линија раздвајања односно граница између општина Старог и Новог Врбаса. Подизање споменика на таквом месту се чини намерним, као вид симболичког спајања два до тада „раздвојена“ града, јер је те године Врбас и формално уједињен у јединствен град.
Споменик се састојао од троструке звезде петокраке, која чини његову основу, на коју је постављен црни мермерни обелиск у виду надгорбног споменика на коме су исписана имена погинулих - Александар Теса (1923–1944) и Алексеј Феодорович Ширшиков (1909–1944). Изнад њихових имена налазио се уклесан срп и чекић, а на врху споменика постављена је црвена звезда петокрака, док је при дну био исклесан известан запис чији нам садржај данас није познат. Споменик је открио тадашњи председник Месног Народног Одбора Врбас, Прокопије Прока Искрин, у присуству руског официра и припадника ЈНА, као и многобројних грађана окупљених на уређеном новом тргу око споменика.
Овај споменик, као и већина других који су подигнути од Алексинца до Суботице, у условима тек остварене социјалистичке револуције и ратне победе, су кроз позитивну представу совјетских војника и њиховог херојства и жртве служили као средство пропаганде социјалистичких идеја и савезништва новог комунистичког руководства са СССР. Након резолуције Информбироа 1948. године, ови споменици постају непожељни у јавном простору, те су уклањани, преношени на градска гробља или уништавани. Они престају да буду значајна места јер су изражавали везу са СССР која је прекинута. Споменик у Врбасу је један од ретких који није уклоњен 1948. године, али бива маргинализован. О томе када је уклоњен не постоје тачни подаци и поводом тога има различитих мишљења, која углавном спадају у временски период од шездесетих до осамдесетих година 20. века.
Како Пинтарова истиче, док је од ослобођења симбол војника Црвене армије и споменици њима у част служили за „упросторавање идеологије социјалистичке револуције позивањем на традиционалне везе Срба и Руса“, након сукоба са Информбиром, потреба презентовања аутохтоног пута Југославије у социјализам „захтевала је нове презентације Другог светског рата, које су истицање жртве Црвеноармејаца нужно потиснуле у други план.“

## Обнова споменика
Идеју о обнови споменика покренуло је Друштво српско–руског пријатељства „РОД“ из Врбаса крајем 2009.године. Ова иницијатива је донекле исход резултата и утисака посете руског председника Медведева Србији 2009. године. Његов долазак поклопио се са обележавњем 20. октобра, Дана ослобођења Београда у Другом светском рату, које је од петооктобарских промена било маргинализовно.
Сакупивши потписе грађана, Друштво српско-руског пријатељства „РОД“ је већ у новембру 2009. године предало скупштини општине Врбас петицију за обнову Руског споменика. Уз петицију стајало је и образложење њиховог предлога: „Сматрамо да се, они који су пали за слободу наше земље не смеју заборавити, ма ком народу припадали, а посебно не они који су се борили против фашизма у НОР-у. Надамо се да и Ви мислите тако и да је интерес целе Општине да чува своје споменике и културну баштину уопште.”

Иницијатива је прихваћена већ у марту 2010. године. Руска амбасада у Србији обавештена је о одлуци да се обнови споменик борцима Црвене армије и изразила је велику заинтересованост за овај пројекат. Решено је да обновљени споменик буде исти као и оригинални подигут 1946. године, те је обновљени споменик израђен на основу фотографија старог. У сврху израде овог пројекта који је подразумевао не само обнову споменика већ и уређење простора око њега, општина Врбас се обавезала да ће уредити простор око споменика, док је руска амбасада на себе преузела изградњу самог споменика.
Обновљени споменик погинулим Црвеноармејцима свечано је откривен 20. октобар 2010.године, којем су, поред представника општине Врбас и Друштва српско-руског пријатељства „РОД“, присутвовали и амбасадори Русије и Украјине, и представник амбасаде Белорусије, као неколико хиљада окупљених грађана Врбаса. Срђан Радовић овакву врсту меморијалног успостављања и јачања међународних веза назива „активном меморијалном дипломатијом“. 

## Трг Црвене армије
Већ у време припрема за обнову споменика, постојала је идеја да тај простор уређен као трг понесе назив „Руски трг“, "Црвени трг" или "Трг Црвене армије". У расправама које су трајале готово две године, коначно је усвојен назив трг Црвене армије.
Свечаност проглашења трга одређена је 10. маја 2013.године, у оквиру прославе 9. маја, Дана победе над фашизмом. Свечаности је, уз велики број грађана Врбаса и функционере локалне самоуправе, Општинског Одбора СУБНОР-а и представника Друштава српско–руских пријатељстава, присуствовали и Александар Чепурин, амбасадор Руске Федерације у Србији, пуковник Андреј Блоха, представник Амбасаде Украјине, и Џаваншир Маџидов, представник Амбасаде Азербејџана - представници држава и народа који су чинили Црвену армију. Након интонирања химни Србије и држава гостију, следило је полагање венаца свих присутних делегација (амбасада, Удружења „РОД“, СУБНОР-а, ОО Демократске странке, ОО СПС и ОО ПУПС). У говорима председника општине, као и амбасадора Русије и представника амбасада Азербејџана и Украјине, потом представника СУБНОР-а и Удружења „РОД“ истакнуто је сећање на пале борце, вековног пријатељства и улози Црвене армије у ослобођењу земље од фашизма.

## Скрнављење споменика
У априлу 2014. године локални лист известио је да је већ по други пут неко скинуо звезду петокраку са споменика Црвеноармејцима. Од тада до данас СУБНОР и Друштво српско-руског пријатељства „РОД“ воде битку са непознатим починиоцима тако што сваки пут скинуто обележје врате. Према тврдњама врбаског СУБНОР-а од постављења споменика 2010. до 2017. године догодила су се четрнаест напада на овај споменик. Петокрака скинута са споменика била би пронађена у близини споменика. Такође је једном приликом дошло и до улубљивања табле са натписом Трг Црвене армије постављеног испред споменика као и чупања тек посађених садница ружа. 

Споменик Црвеноармејцима један је од неколико споменика посвећених Народноослободилачкој борби на територији Врбаса. Хронолошки гледано, он је подигнут први (1946. године), али и последњи (2010.године). Поводом обележавања 10. годишњице Устанка у Другом светском рату 1951.године, у Врбасу су подигнута два споменика : споменик Иси Секицком на градском гробљу у Врбасу и Споменик палим борцима Народноослободилачког рата и жртвама фашистичког терора који се налази у парку на централном тргу Николе Пашића. Касније, 1966. године на градском гробљу подигнута је спомен-костурница у којој су сахрањени погинули приликом уласка окупаторских снага у Врбас 1941.године као и борци који су преминули у врбаској болници у прериоду од 1944. до 1945. године. 80-их година 20. века подигнути су споменици двојици највише цењених личности из НОР-а у Врбасу: Иси Секицком, на месту његове погибје у кулском атару, и Сави Ковачевићу, на пољопривредном добру које носи његово име. Такође су током година подизане бројне спомен-бисте и спомен-плоче.

## Галерија
- Говор официра ЈНА приликом откривања споменика Црвеноармејцима у Врбасу 1946.
- Говор Проке Искрина приликом откривања споменика Црвеноармејцима у Врбасу 1946.1
- Говор Проке Искрина приликом откривања споменика Црвеноармејцима у Врбасу 1946.2
- Споменик Исе Секицког на градском гробљу.
- Споменик Иси Секицком на месту погибје у кулском атару.